# Nebaj

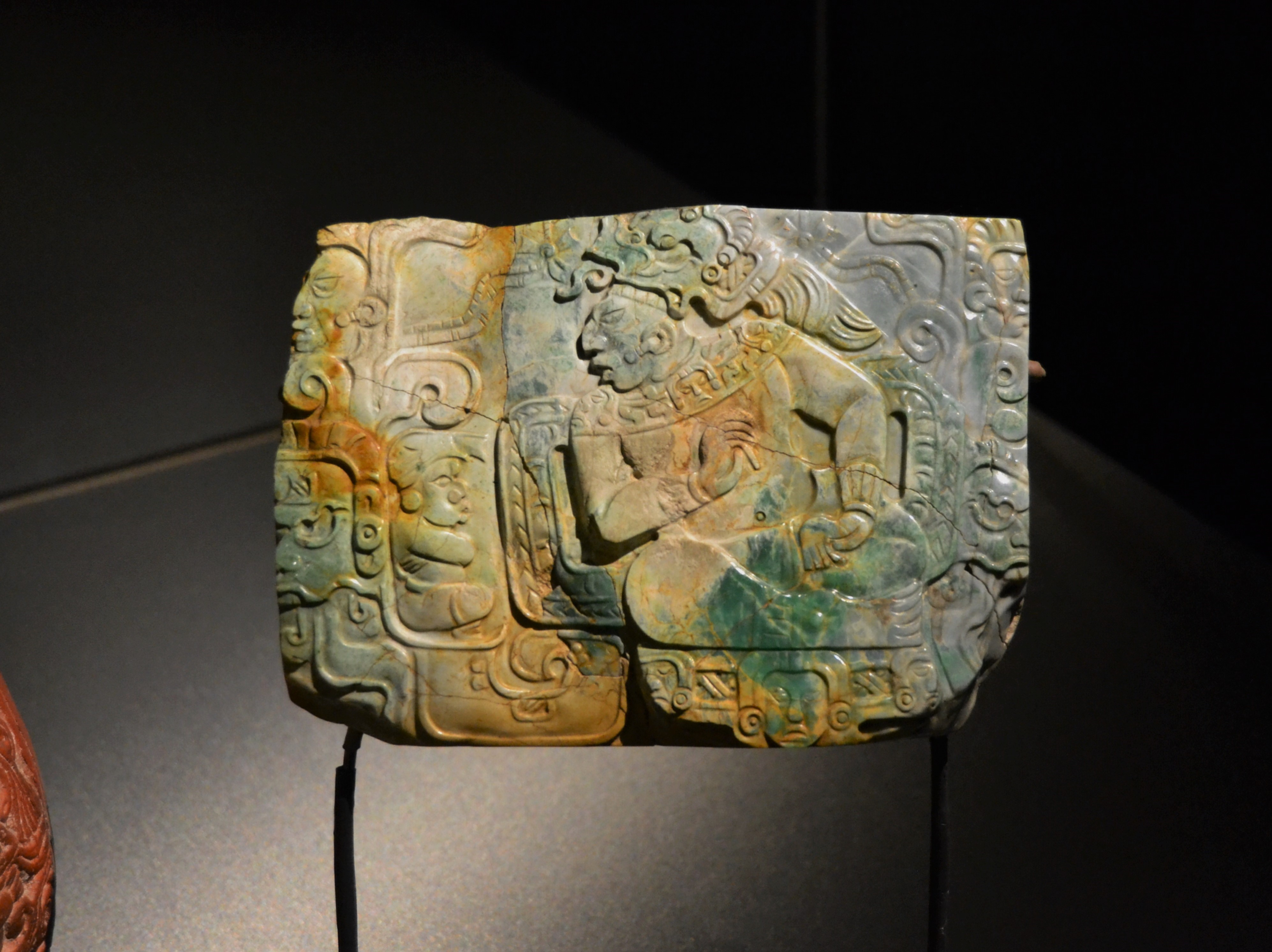
Nebaj – Plakette aus Jade

Nebaj ist eine präspanische archäologische Stätte der Maya-Zivilisation im Departamento Quiché im westlichen Bergland Guatemalas.

## Lage
Das vorspanische Nebaj liegt unter der ca. 220 km (Fahrtstrecke) nordwestlich von Guatemala-Stadt liegenden Stadt Santa María Nebaj in einer ca. 1900 m hoch gelegenen Talsenke der bis zu 3850 m hohen Sierra de los Cuchumatanes.

## Geschichte
Seit dem Beginn der Maya-Forschung kamen in Santa María Nebaj immer wieder Fundstücke von guter Qualitat ans Tageslicht, die den Perioden der Spätklassik und Postklassik, also etwa der Zeit zwischen 800 und 1500 n. Chr., zugeordnet werden. Die meisten Fundstücke gelangten über den internationalen Kunsthandel in Privatsammlungen und von dort in die Museen Nordamerikas und Europas.

## Bilder

Fenton-Vase (gefunden 1904)
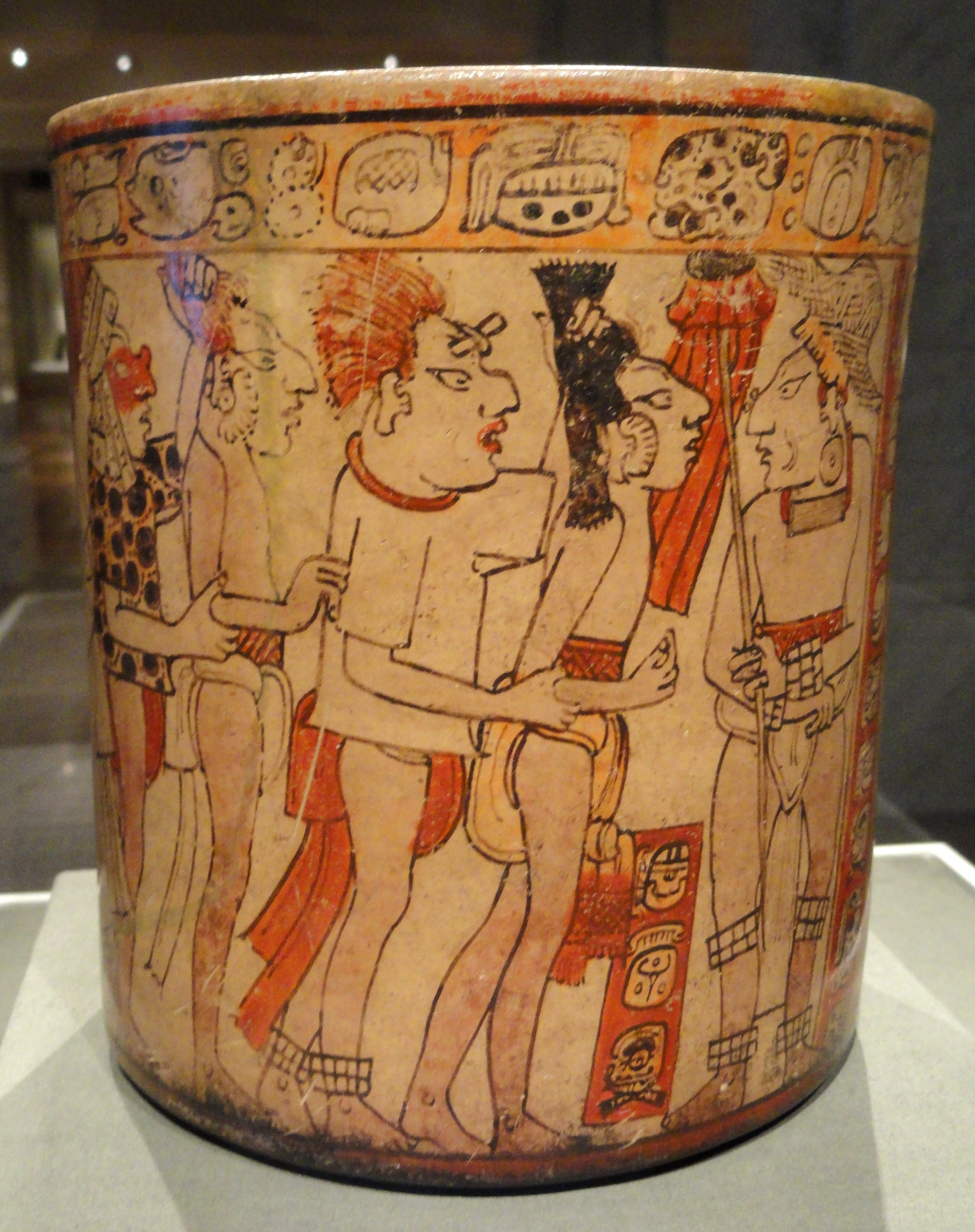
Trinkbecher mit Kriegern
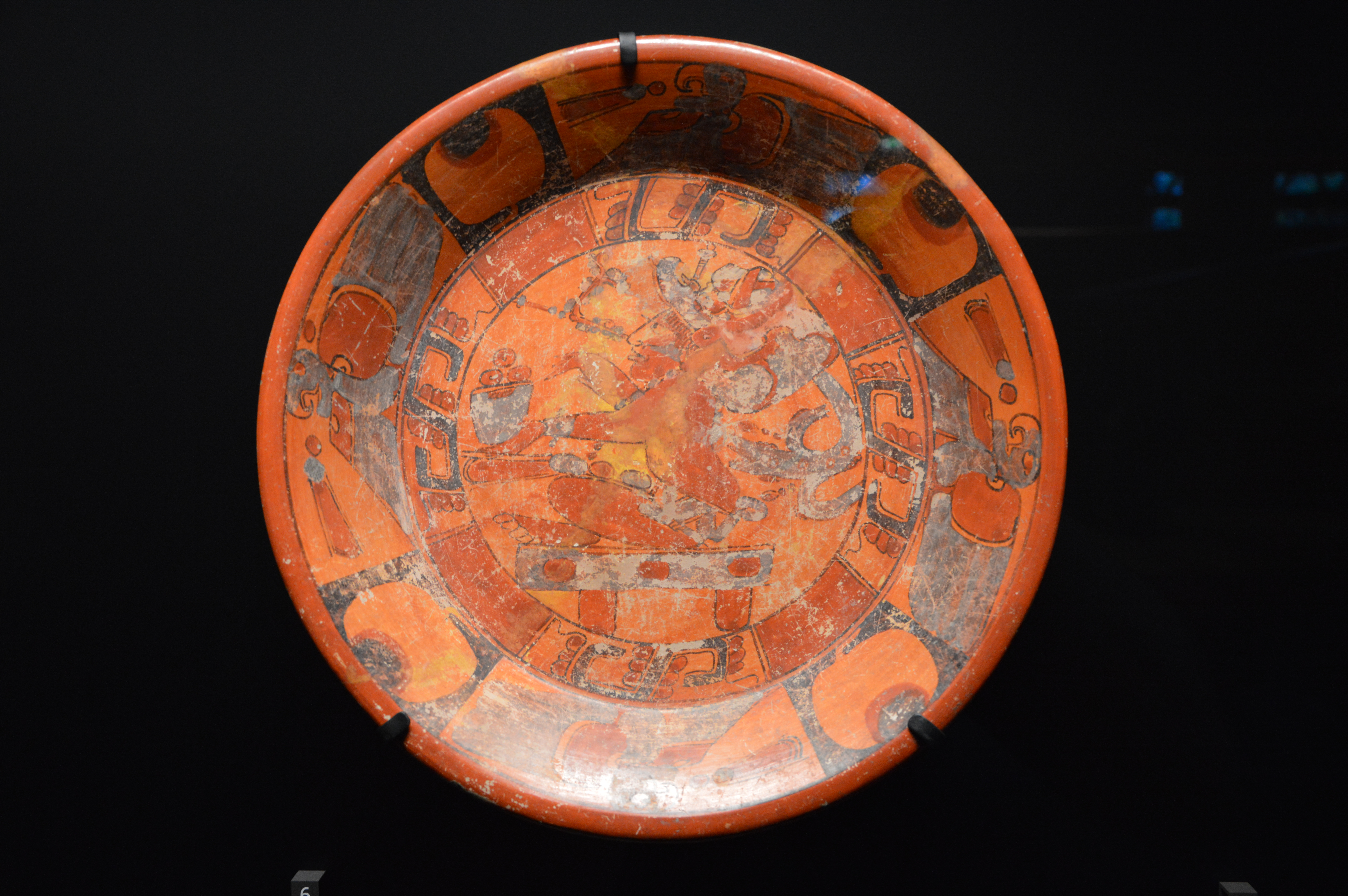
Dreifüßige Schale
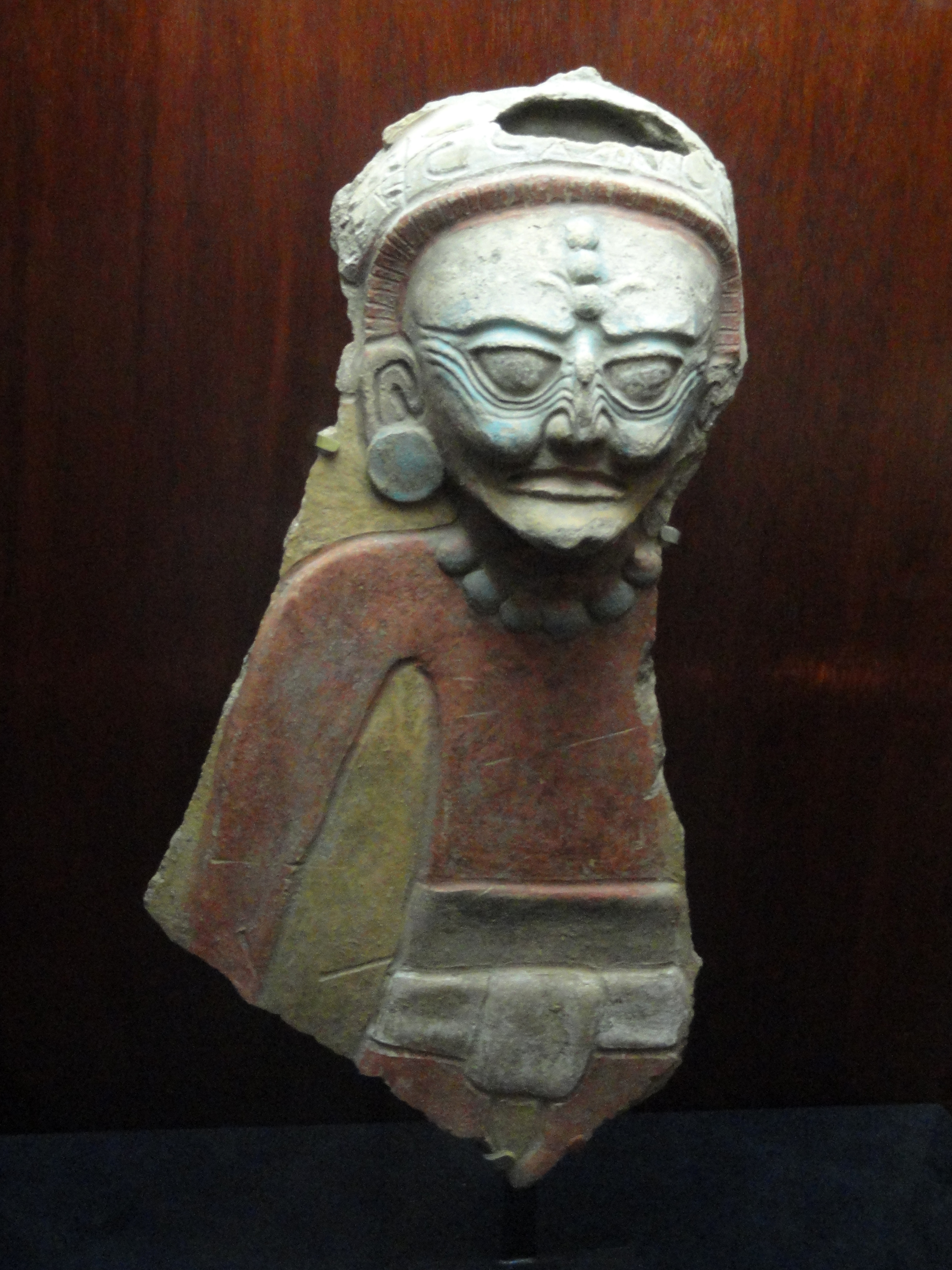
Feuergott
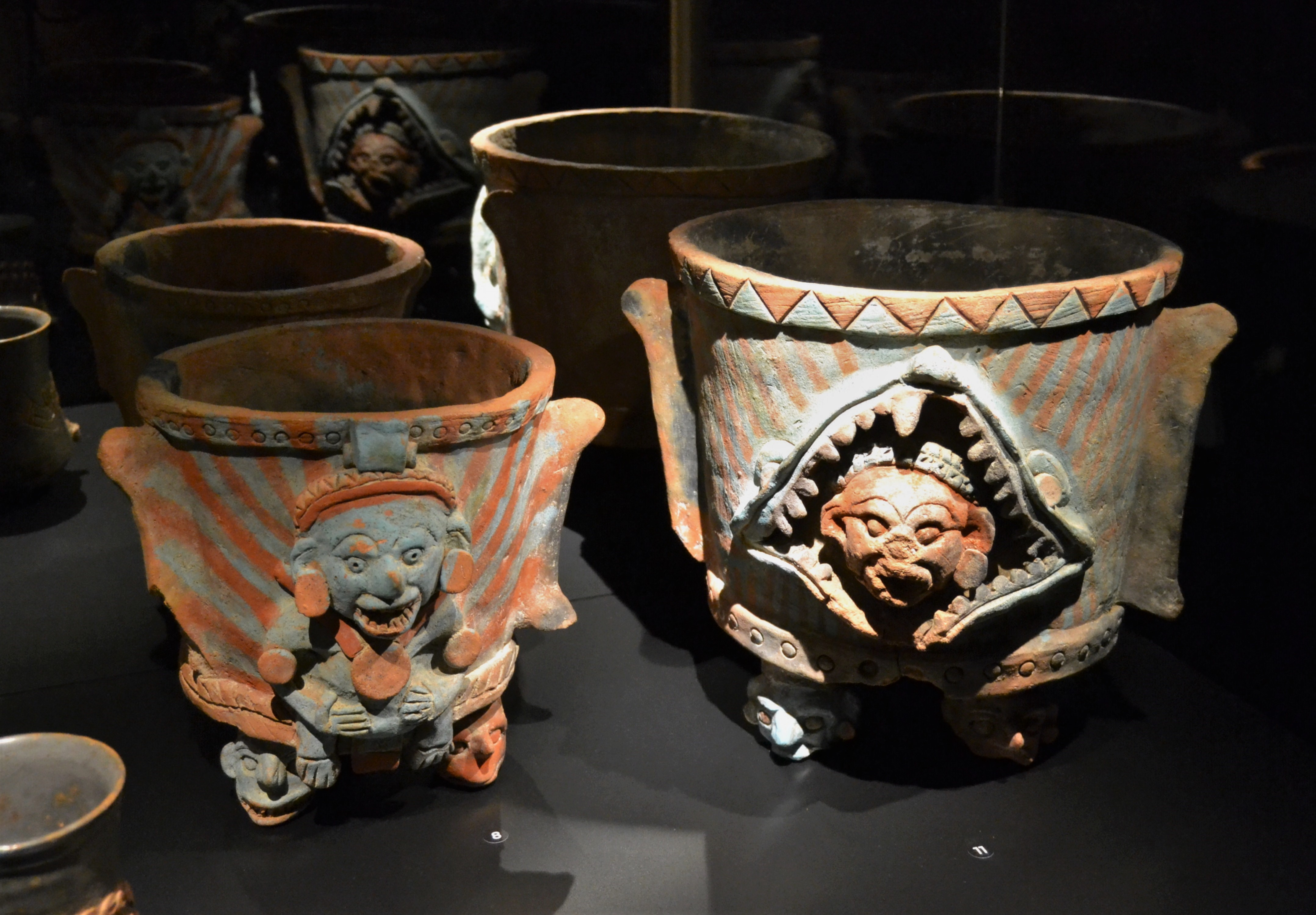
Zwei Feuerbecken
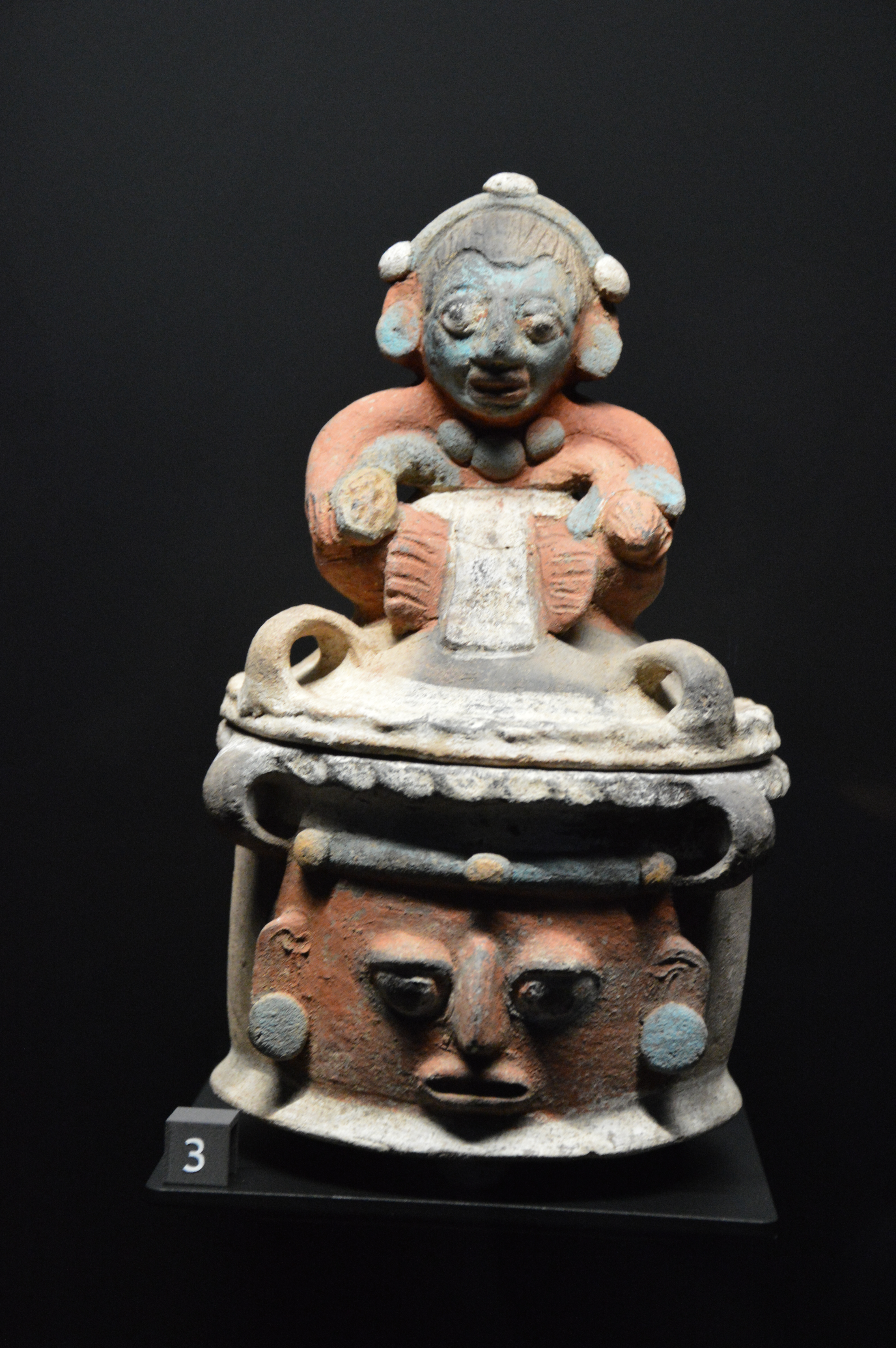
Dreifüßige Deckelvase